# Carta de Pizzigano

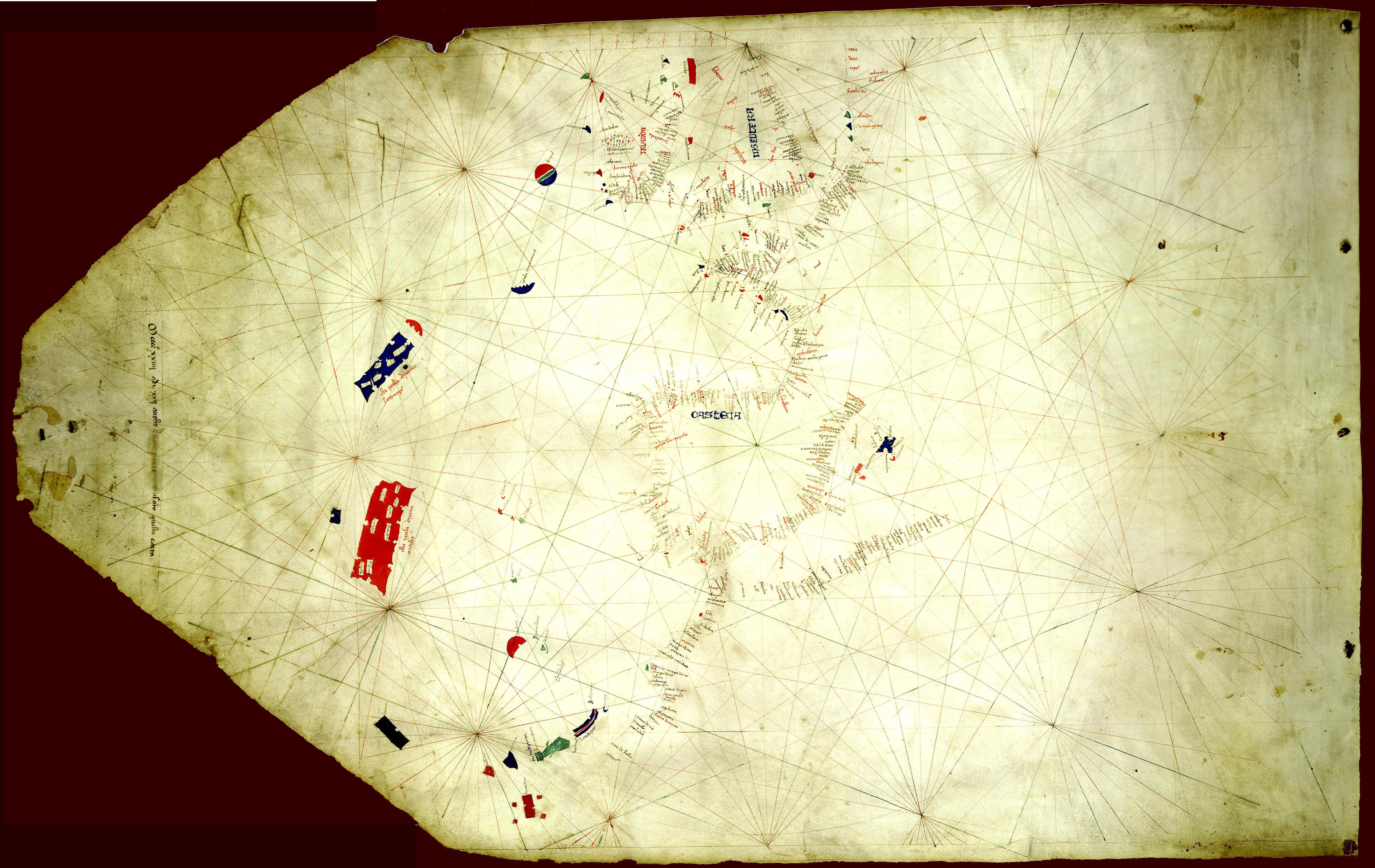
Carta de Pizzigano, 1424

La Carta de Pizzigano o Mapa de Pizzigano es un carta cartográfica italiana datada en 1424.  En él se pueden apreciar islas del Océano Atlántico Norte al oeste de España y Portugal, incluyendo los descubrimientos portugueses e islas legendarias como Antillia. El cartógrafo que la realizó fue probablente el veneciano Zuane Pizigano, un descendiente de una familia de fabricantes de planos que crearon otra carta también denominada Carta de Pizzigano, fechada en Parma en 1367.
En este mapa aparecen cuatro islas al oeste de Europa, mucho antes de que ningún europeo se adentrara tanto en el Atlántico. Algunos autores afirman que fue una expedición en 1421 la que cartografió estas islas y a la que los italianos tuvieron acceso.